# Марко Тодоровић (глумац)
Марко Тодоровић (Боговађа код Лајковца, 2. јун 1929 — Београд, 29. август 2000) био је српски и југословенски глумац. Славу је стекао улогом Милана Тодоровића у серијалу „Луде године“. У неколико партизанских филмова играо је улогу Јосипа Броза Тита.
Његова ћерка Светлана Лана Тодоровић Цвијановић била је удата за глумца Зорана Цвијановића.

## Филмографија
| Год.     | Назив                                                 | Улога                       |
| -------- | ----------------------------------------------------- | --------------------------- |
| 1950.-те |                                                       |                             |
| 1953.    | Далеко је сунце                                       | Жарки                       |
| 1955.    | Њих двојица                                           |                             |
| 1956.    | Потрага                                               | Жарко                       |
| 1956.    | Зле паре                                              | Студент                     |
| 1960.-те |                                                       |                             |
| 1961.    | Велика турнеја                                        |                             |
| 1961.    | Солунски атентатори                                   |                             |
| 1962.    | Саша                                                  | Командант одреда            |
| 1962.    | Сектор Д                                              |                             |
| 1964.    | Под истим небом                                       | (као Марко Тодоровикј)      |
| 1964.    | Хм!                                                   |                             |
| 1967.    | Немирни                                               | шофер хладњаче              |
| 1967.    | Једног дана мој Јамеле                                |                             |
| 1968.    | Самци (ТВ серија)                                     | Алавандићев друг            |
| 1968.    | Грешка еволуције                                      |                             |
| 1968.    | Операција Београд                                     | мајор Паоло Бернини         |
| 1968.    | Први пут са оцем на јутрење (ТВ)                      |                             |
| 1968.    | Наши синови                                           |                             |
| 1968.    | На рубу памети                                        |                             |
| 1969.    | Закопајте мртве                                       |                             |
| 1969.    | Бура                                                  |                             |
| 1969.    | Величанствени рогоња                                  | Пастир                      |
| 1969.    | Рађање радног народа                                  | Степа                       |
| 1969.    | Убиство на свиреп и подмукао начин и из ниских побуда | Инспектор                   |
| 1970.-те |                                                       |                             |
| 1970.    | Случај Опенхајмер                                     | Едвард Телер                |
| 1971.    | Капетан из Кепеника                                   |                             |
| 1971.    | Чедомир Илић                                          | Министар                    |
| 1971.    | Велики посао                                          |                             |
| 1971.    | Хроника паланачког гробља                             |                             |
| 1972.    | Човек који је бацио атомску бомбу на Хирошиму         |                             |
| 1972.    | Паљење Рајхстага                                      |                             |
| 1972.    | Савонарола и његови пријатељи                         |                             |
| 1972.    | Купање (ТВ)                                           |                             |
| 1972.    | Заслуге                                               |                             |
| 1972.    | Афера недужне Анабеле                                 |                             |
| 1972.    | Злочин и казна                                        | Петар Петрович Лужин        |
| 1972.    | Розенбергови не смеју да умру                         | Судија                      |
| 1972.    | Буба у уху                                            | Карлос Оменидес де Истангва |
| 1972.    | Амфитрион 38                                          |                             |
| 1973.    | Бела кошуља                                           | Иван                        |
| 1973.    | Последњи                                              |                             |
| 1974.    | Мистер Долар                                          | Послератни господин         |
| 1974.    | Одлазак Дамјана Радовановића                          | Озрен, сељак                |
| 1974.    | Обешењак                                              |                             |
| 1974.    | Ужичка република                                      | Јосип Броз Тито             |
| 1974.    | Димитрије Туцовић (ТВ серија)                         | Владимир Туцовић            |
| 1975.    | Велебитске саонице или три швалера и једна девојка    |                             |
| 1975.    | Андесонвил - Логор смрти                              |                             |
| 1975.    | Фарма                                                 | Џо                          |
| 1975.    | Трећи за преферанс                                    |                             |
| 1975.    | Отписани                                              | Стеван                      |
| 1975.    | Песма (ТВ серија)                                     |                             |
| 1976.    | У бањи једног дана                                    |                             |
| 1976.    | Влајкова тајна                                        |                             |
| 1976.    | Грешно дете                                           |                             |
| 1976.    | Ужичка република                                      | Јосип Броз Тито             |
| 1976.    | Човек који је бомбардовао Београд                     | војни тужилац               |
| 1977.    | Операција                                             | Јаков Ковачевић             |
| 1977.    | Усијане главе (ТВ серија)                             |                             |
| 1977.    | Никола Тесла                                          | Милутин Тесла               |
| 1978.    | Господарев зет (ТВ)                                   |                             |
| 1978.    | Луде године                                           | Милан Тодоровић             |
| 1978.    | Није него                                             | професор Илић               |
| 1978.    | Маска                                                 | аустријски генерал          |
| 1979.    | Ланци                                                 | професор Стеван             |
| 1979.    | Сумњиво лице (ТВ)                                     | Жика                        |
| 1979.    | Пупинове звезде                                       |                             |
| 1979.    | Слом (ТВ)                                             | Жика Димитријевић           |
| 1979.    | Прва српска железница                                 | Илија Гарашанин             |
| 1979.    | Другарчине                                            | Директор гимназије          |
| 1979.    | Усијање                                               | Бариша                      |
| 1980.-те |                                                       |                             |
| 1980.    | Дувански пут                                          |                             |
| 1980.    | Позоришна веза                                        | Косанин отац                |
| 1980.    | Хусинска буна                                         | пуковник Петровић           |
| 1980.    | Дошло доба да се љубав проба                          | Милан Тодоровић             |
| 1981.    | Берлин капут                                          | Господин Поповић            |
| 1981.    | Љуби, љуби, ал' главу не губи                         | Милан Тодоровић             |
| 1981.    | На рубу памети (ТВ)                                   |                             |
| 1981.    | Светозар Марковић                                     | Ђура Јакшић                 |
| 1982.    | Живот и прича                                         |                             |
| 1983.    | Какав деда такав унук                                 | Милан Тодоровић             |
| 1983.    | Дани Авној—а                                          | Јосип Броз Тито             |
| 1983.    | Иди ми, дођи ми                                       | Милан Тодоровић             |
| 1984.    | Шта се згоди кад се љубав роди                        | Милан Тодоровић             |
| 1984.    | Бањица                                                | професор Антић              |
| 1985.    | Жикина династија                                      | Милан Тодоровић             |
| 1986.    | Друга Жикина династија                                | Милан Тодоровић             |
| 1986.    | Одлазак ратника, повратак маршала                     | Јосип Броз Тито             |
| 1986.    | Бал на води                                           | стари Саша                  |
| 1986.    | Мисија мајора Атертона                                | Јосип Броз Тито             |
| 1987.    | Под рушевинама                                        |                             |
| 1988.    | Сулуде године                                         | Милан Тодоровић             |
| 1988.    | Четрдесет осма — Завера и издаја                      | Јосип Броз Тито             |
| 1990.-те |                                                       |                             |
| 1990.    | Јастук гроба мог                                      | Теодор Мекса                |
| 1990.    | Колубарска битка                                      | војвода Радомир Путник      |
| 1991.    | Смрт госпође министарке                               | Др. Костић                  |
| 1992.    | Жикина женидба                                        | Милан Тодоровић             |
| 1995.    | Театар у Срба                                         |                             |